# ليون وايت
ليون وايت (بالإنجليزية: Leon White) هو لاعب كرة قدم أمريكية أمريكي، ولد في 4 أكتوبر 1963 في سان دييغو في الولايات المتحدة.

## وصلات خارجية
- ليون وايت على موقع مرجع كرة القدم المحترفة.كوم (الإنجليزية)